# Жан де Ластік
Жан де Ластік (1371-1454 рр.) — 36-й Великий магістр лицарів-госпітальєрів (з 1437 р. до 1454 р.).

## Біографія
Жан де Ластік народився в 1371 році в сімейному замку Ластік (сьогодні в місті Ластік). Походить із знатного роду з Оверня (був онуком графа Клермона, дофіна Оверня). В молодому віці брав участь у війні з англійцями та був ув'язнений ними в 1394 році.

### Служба в ордені
В кінці 1380-х років, ймовірно, в Карлі, його зробили лицарем ордені госпітальєрів в Оверньському відділенні («мові»), як до цього двох його дядьків. Тривалий період він перебував на Родосі та в різних командорствах ордену (Целлів, Моншам, Замку в Карлі), він був обраний великим пріором Оверньського відділення ордену. Будучи великим пріором в Бурганефі він зміцнив його оборону, зокрема, побудувавши вежу, завершену в 1530 році, яка носить його ім'я.

### Великий магістр ордену на Родосі
В 1437 році його обрали великим магістром ордену. В цей час він був у Бурганеві. Початок його правління в ордені супроводжувався загрозою Родосу від єгипетських мамелюків, які окупувавши Кіпр у 1424—1426 роках та мали великі амбіції у східному Середземномор'ї.
Жан де Ластік прибув на острів Родос, в 1438 році з набраними військами. Після цього він відправиви до Каїру посольство для здійснення переговорів про продовженняраніше укладеного з мамелюками перемир'я. При цьому шпигуни госпітальєрів дізналися, що єгипетський султан уклав таємну угоду з османським султаном Мурадом II, який мав бути нейтральним у разі нападу на Родос.
Великий магістр звернувся за допомогою до європейських правителів та Папи, проте це не дало вагомих результатів, оскільки Європа потерпала від внутрішніх сууперечок (Столітня війна між Англєю та Францією, суперечка між Францією та Арагоном за контроль над Неаполітанським королівством, папство в глибокому розколі, країни Центральної Європи, Балкан та Візантійський імператор налагодили взаємовідносини з османами.
У 1440 році Папа повідомив лицарів, що в Єгипті сформована велика армія, яка готується напасти на Родос. Перший напад мамелюків відбувся у вересні того ж року. Єгипетський флот напав спочатку на Родос, де його зустрів залп артилерії а потім на острів Кос, де його зустріли 8 галер ордену, які вступили в бій, тож османи повернули на Кіпр. У листопаді єгиптяни знову спробували напасти на Родос, проте госпітальєри відбили напад, з єгипетської сторони 700 загиблих, з християнської — 60. Тоді ж єгиптяни напали на Кіпр зруйнувавши представництво ордену і відступивши до Єгипту.
Під час другої єгипетської експедиції флот мамелюків, що мав 75 суден висадив армію з 18 000 чоловік, яка з 10 серпня 1446 р. на 40 днів взяла в облогу Родос. Мамелюки знов зазнали поразки, в результаті чого загинуло 300 воїнів, поранено 500 та завдано втрат допоміжним силам атакуючих.
Під час атака проявились недоліки оборони порту міста Родос, які великий магістр намагатиметься виправити, як і залучити необхідні кошти від монархів Європи, досягнувши успіху тільки в отриманні 300 000 франків від короля Франції Карла VII. Однак лише за магістра П'єро Раймондо Цакости та П'єра д'Обюссона завдяки щедрому пожертвуванню герцога Бургундії на пристані було побудовано форт Святого Миколая, який відіграв важливу під час облогах міста  у 1480 році та у 1522 році. Також великий магістр зміг залучити багатьох знатних лицарів з Європи на Родос, прийнявши їх до ордену. Йому надали на три роки фактично диктаторські повноваження.
Після того як османським султаном став Мехмед II він прийняв пропозицію Жана де Ластіка щодо перемир'я. Після захоплення Константинополя в 1453 році Мехмед II вимагав від Жана де Ластіка визнати орден васалом Османської імперії та сплачувати данину, на що великий магістр відповів відмовою. Натомість він відправив П'єра Д'Обюссон до короля Франції Карла VII за допомогою. Наступного року (19 березня 1454 р.) Жан де Ластік помер. Його наступником на посаді великого магістра ордену став Жак де Міллі, великий пріор Оверні.